# Skepperiella
Skepperiella là một chi nấm trong họ Marasmiaceae. Chi này phân bố rộng rãi này chứa 4 loài.